# Blowback
«Blowback» (в переводе с англ. — «Выдох») — шестой студийный альбом британского музыканта Tricky, выпущенный в 2001 году.

## Список композиций
1. «Excess» — 4:43
2. «Evolution Revolution Love» — 4:09
3. «Over Me» — 2:56
4. «Girls» — 4:20
5. «You Don’t Wanna» — 5:24
6. «#1 Da Woman» — 2:39
7. «Your Name» — 3:36
8. «Diss Never (Dig Up We History)» — 2:48
9. «Bury The Evidence» — 4:51
10. «Something In The Way» — 3:23
11. «Five Days» — 4:19
12. «Give It To 'Em» — 3:03
13. «A Song For Yukiko» — 4:10
14. «The Hawkman Is Coming» — 4:19
15. «Evolution Revolution Love (remix)» — 3:43

## Участники записи
- Tricky — вокал, тексты, клавишные, микширование, продюсер
- Ambersunshower — вокал
- Hawkman — вокал
- Ed Kowalczyk — вокал («Evolution Revolution Love»)
- Mark Gemini Thwaite — гитарист
- Ted Jensen — мастеринг
- Jack Joseph Puig — микширование
- Tom Lord-Alge — микширование